# Macaiheng
La isla Macaiheng (en chino, 麻菜珩; pinyin, Mácàihéng) es una pequeña isla de arena situada en el mar de China Oriental, al lado de la costa de la provincia de Jiangsu. Waikejiao está cerca de esta isla.
Macaiheng es uno de los puntos base del mar territorial de la República Popular de China.